# سرپخ‌ماهی
سرپخ‌ماهی (نام علمی: Melamphaidae) نام یک تیره از فرورده تکمیل‌استخوانان است.